# Bianor
Bianor – mitologiczne imię męskie pochodzenia etruskiego lub greckiego o niepewnej etymologii. W mitologii nosił je heros Mantui, syn Tybru i nimfy Manto. Patronem tego imienia w Kościele katolickim jest św. Bianor, zmarły w IV wieku  śmiercią męczeńską razem ze św. Sylwanem.
Bianor imieniny obchodzi 10 lipca.